# La ruta cap a El Dorado
La ruta cap a El Dorado (títol original en anglès: The Road to El Dorado) és una pel·lícula d'animació estatunidenca, dirigida per David Silverman i Éric Bergeron, i estrenada el 2000. Va ser doblada al català.
És el quart llargmetratge produït per DreamWorks Animation, i el segon dirigida en animació tradicional 2D després de The Prince of Egypt. La història està inspirada en una novel·la de Rudyard Kipling i la seva adaptació cinematogràfica per John Huston, L'home que volia ser rei.

## Argument
La història comença l'any 1519 a Sevilla (Espanya) on Tulio i Miguel, dos estafadors espanyols, acaben de guanyar una partida de daus (fent trampes) contra un home que ha apostat un mapa que es considera que porta a la llegendària ciutat de l'or: El Dorado, igualment buscada per Hernán Cortés, el cap dels conquistadors que s'embarca aquell mateix dia cap al Nou Món.
Embarcats per error en un dels seus vaixells, Tulio i Miguel se n'escapen amb el cavall de Cortés (Altivo) i arriben al nou món després d'haver anat a la deriva durant diversos dies. Decideixen buscar la ciutat de l'or malgrat els perills que s'anuncien.

## Repartiment

### Veus originals
- Kevin Kline: Tulio
- Kenneth Branagh: Miguel
- Rosie Perez: Chel
- Jim Cummings: Hernán Cortés, el conquistador Espanyol
- Armand Assante: Tzekel- Khan, el gran sacerdot Muisques
- Edward James Olmos: Tannabok, el Cap Muisques
- Tobin Bell: Zaragoza
- Frank Welker: Altivo, el cavall
- Duncan Marjoribanks: el acolyte
- Jeff Bennett: Monopoly Man
- Jennifer Seguin: Old Woman
- Jerry Orbach: Old Man
- Elton John: cantant

## Al voltant de la pel·lícula
- El film comporta un cert nombre d'elements inspirats en el conte filosòfic Candid de Voltaire, sobretot en el cas del riu subterrani que permet accedir a la ciutat i del sobirà de Eldorado humanista i sempre a punt per ajudar. També, com Candid i el seu criat Cacambo, els herois abandonen la ciutat amb moltes riqueses, però les perden pel camí.
- Un dels costums Muisques que és a l'origen del mite del Dorado és present al film, quan els indígenes llancen objectes preciosos a un curs d'aigua.

## Acollida crítica
El film rep crítiques regulars a la seva estrena. Molt de temps després de la sortida del film, l'any 2011, el lloc Rotten Tomatoes li dona una nota mitjana de 49 sobre 100, basada en 101 crítics de premsa. L'any 2016, en el lloc Allociné, rep una nota de 3,7 sobre 5 després del vot de 941 espectadors.

## Premis
- 2000: Premis Annie: 8 nominacions tècniques
- 2000: Premis Critics' Choice: Millor compositor (Hans Zimmer)